# Giáo hoàng Victor III
Victor III là người kế nhiệm Giáo hoàng Gregory VII và là vị giáo hoàng thứ 158 của Giáo hội Công giáo.
Theo niên giám tòa thánh năm 1806 thì ông đắc cử Giáo hoàng năm 1086 và ở ngôi Giáo hoàng trong 1 năm 3 tháng vài ngày. Niên giám tòa thánh năm 2003 xác định ông đắc cử Giáo hoàng vào ngày 24 tháng 5 năm 1086 và qua đời ngày 6 tháng 9 năm 1087.
Giáo hoàng Victor II sinh tại Monte Cassino, Ý với tên là Dauferius năm 1027. Ông được biết đến nhiều hơn dưới tên Desiderius (hay Didier) de Mont-Cassin, là con trai của ông hoàng Landolf V của Bênêventê.
Ông đã tiếp tục công việc cải cách của Gregory VII. Trong suốt triều Giáo hoàng của ông, ông được nữ bá tước Mathilde Canossa giúp đỡ và được Robert Guiscard bảo vệ. Victor III được chọn bởi Gregory, song ông cảm thấy không phải khi thế chỗ vào địa vị đó. Cho nên chỉ sau một thời gian ngắn ông từ chức và về hưu ở Montecassino.
Ông đã qua đời ở Montecassino, nơi mà ông đã từng là đan viện phụ. Victor II ra vạ tuyệt thông Giáo hoàng Clêmentê III và từng trú ngụ trên đảo Tiber. Victor II đã được giáo hội suy tôn lên hàng chân phước.